# Giorgi Lomaia
Giorgi Lomaia (georgisch გიორგი ლომაია; * 8. August 1979 in Tiflis) ist ein georgischer ehemaliger Fußballspieler. Der Torhüter ist 1,93 m groß und 83 kg schwer.
Der 25-malige georgische Nationaltorhüter begann seine Laufbahn im Seniorenbereich bei Dinamo Tiflis, wo er bis 1998 spielte. 1998/99 stand er bei Merani-91 Tiflis, 1999 erneut bei Dinamo Tiflis, 2000 bis 2003 beim Lokalrivalen Lokomotive Tiflis, 2003 bis 2004 bei Spartak Moskau und 2004 bis 2005 bei FK Chimki unter Vertrag. Im Anschluss spielte er bei Lutsch-Energija Wladiwostok und wechselte von dort in der Winterpause 2006/07 zum deutschen Zweitligisten FC Carl Zeiss Jena, wo er Christian Person als Stammtorhüter ablöste und mit tollen Paraden den Klassenerhalt sicherte. Nach dem Saisonende verließ er gemeinsam mit seinem georgischen Landsmann Micheil Aschwetia den FC Carl Zeiss Jena. Er spielte in der Saison 2007/08 für den ukrainischen Verein FK Karpaty Lwiw, danach kehrte er nach Georgien zurück und lief erneut für Lokomotive Tiflis sowie Olimpi Rustawi auf. 2009 bis 2016 spielte Lomaia für İnter Baku in Aserbaidschan. Anschließend kehrte er zu seinem Heimatverein Dinamo Tiflis zurück, wo er ein halbes Jahr später seine Karriere beendete.